# 李通 (金朝)
李通（?—?），金朝大臣。
李通因为善于媚言，被完颜亮宠信。官运通达，权倾内外，由右司郎中除吏部尚书，正隆三年（1158年），转任参知政事。他知到完颜亮想要攻打南宋，与他人盛谈江南富庶，以迎合上意。正隆六年（1161年），进为尚书右丞。以左领军副大都督，攻打宋朝。进至梁山泊（今山东省梁山县境内），因船大不能通行，奉命更造小战船，督责苛急。金国叛乱纷起。渡江失利，完颜雍在东京辽阳府即位金世宗。完颜亮军至扬州，完顏元宜叛杀完颜亮。以李通为南伐主谋，被军兵厌恶，将他捕杀。大定二年（1162年），金世宗诏削官爵，人心大快。

## 延伸阅读
[在维基数据编辑]
 《金史·卷129》，出自脱脱《遼史》